# L'Espionne Elsa
Pour les articles homonymes, voir Till We Meet Again.
Pour plus de détails, voir Fiche technique et Distribution.
L'Espionne Elsa (Till We Meet Again) est un film d'espionnage américain en noir et blanc réalisé par Robert Florey, sorti en 1936.

## Synopsis
En août 1914, deux acteurs de théâtre de Londres, l'Anglais Alan Barclow et l'Autrichienne Elsa Daranyi, sont sur le point de se marier lorsque l'Angleterre déclare la guerre à l'Allemagne.

## Fiche technique
- Titre français : L'Espionne Elsa
- Tite original : Till We Meet Again
- Réalisation : Robert Florey
- Scénario : Edwin Justus Mayer, Brian Marlow et Franklin Coen d'après une pièce d'Alfred Davis
- Photographie : Victor Milner
- Montage : Richard C. Currier
- Musique : Friedrich Hollaender
- Producteurs : Albert Lewis, William LeBaron
- Pays de production :  États-Unis
- Société de distribution : Paramount Studios
- Genre : Drame romantique et espionnage
- Durée : 72 minutes (ou 80 minutes)[1]
- Dates de sortie : 
  - États-Unis : 4 avril 1936
  - France : 30 juillet 1936

## Distribution
- Herbert Marshall : Alan Barclay
- Gertrude Michael : Elsa Duranyi
- Lionel Atwill : Ludwig
- Rod La Rocque : Carl Schrottle
- Guy Bates Post : Capitaine Minton
- Vallejo Gantner : Vogel
- Torben Meyer : Kraus
- Julia Faye : infirmière
- Egon Brecher : Schultz
- Frank Reicher : Colonel Von Diegel

## Source
- L'Espionne Elsa sur EncycloCiné